# 1924 az irodalomban
Az 1924. év az irodalomban.

## Megjelent új művek

### Próza
- André Breton: Manifeste du surréalisme (A szürrealizmus manifesztuma); az önálló füzetben kiadott szöveg újra megjelenik 1929-ben
- Alfred Döblin regénye: Berge, Meere und Giganten (Hegyek, tengerek, óriások)
- Elkezdődik Ford Madox Ford angol írónak az I. világháborúról szóló regénytetralógiája (Parade's End, 1924–1928):[1]
  - az első kötet: Some Do Not… (Vannak, akik nem teszik); a további kötetek:
  - No More Parades (Nincs díszszemle) – (1925)
  - A Man Could Stand Up (Az ember újra kezdhet) – (1926)
  - Last Post (Az utolsó pillér) – (1928)
- Konsztantyin Fegyin orosz, szovjet író regénye: Goroda i godi [Города и годы] (Városok és évek)
- E. M. Forster angol író legnagyobb regénye: Út Indiába (A Passage to India)
- Halldór Laxness izlandi író, költő: Undir Helgahnúk (A Helgahnúk hegy lábánál)
- Thomas Mann regénye: A varázshegy (Der Zauberberg)
- François Mauriac: Le Mal (A rossz)
- Herman Melville amerikai író utolsó, posztumusz megjelent regénye: Billy Budd
- Arthur Schnitzler novellája: Fräulein Else (Elza kisasszony)
- Alekszandr Szerafimovics orosz, szovjet író fő műve: Zseleznij potok [Железный поток] (Vasáradat), kisregény
- Paul Valéry esszéi: Variété I. (Változatok), 1924–1944
- Franz Werfel: Verdi. Roman der Oper (Verdi. Az opera regénye)
- Angliában jelenik meg Jevgenyij Zamjatyin emigráns orosz író Mi (Мы) című, 1920/1921-ben írt utópisztikus regénye
- Robert Musil novelláskötete: Drei Frauen (Három asszony)

### Költészet
- Edgar Lee Masters kötete: The New Spoon River
- Pablo Neruda: Veinte poemas de amor y una canción desesperada (Húsz szerelmes vers és egy reménytelen ének)[2]
- Saint-John Perse nagy műve: Anabase (Anabázis); benne a költő „megteremtette a maga sajátos műfaját, amely átmenet a tiszta líra és az eposz … között.”[3]
- Szergej Jeszenyin „kocsmaverseinek” kötete: Moszkva kabackaja [Москва кабацкая] (Kocsmás Moszkva)
- A. A Milne gyermekversei: When We Were Very Young (Amikor még kicsik voltunk). A kötet egyik versében tűnik fel először a szerző híres mesealakja, Micimackó
- Ernst Toller verseskötete: Das Schwalbenbuch (Fecskekönyv)

### Dráma
- Seán O’Casey drámája: Juno és a páva (Juno and the Paycock)
- Eugene O’Neill: 
  - Desire Under the Elms (Vágy a szilfák alatt), bemutató
  - All God's Chillun Got Wings (Isten szárnyas gyermekei), expresszionista színdarab

### Magyar irodalom
- Áprily Lajos versei: Rasmussen hajóján (Berlin)
- Kosztolányi Dezső
  - verseskötete: A bús férfi panaszai
  - regénye: Pacsirta
- Gárdonyi Géza: Ida regénye
- Zilahy Lajos színműve: Süt a nap  (bemutató a Nemzeti Színházban)

## Születések
- március 7. – Abe Kóbó japán író († 1993)
- április 6. – Méray Tibor magyar író († 2020)
- április 7. – Johannes Mario Simmel osztrák író († 2009)
- június 13. – Rába György költő, író, műfordító, irodalomtörténész, kritikus († 2011)
- szeptember 27. – Josef Škvorecký cseh író, publicista († 2012)
- szeptember 30. – Rákosy Gergely magyar író, lapszerkesztő († 1998)
- szeptember 30. – Truman Capote amerikai író, forgatókönyvíró († 1984)
- október 29. – Zbigniew Herbert lengyel költő, esszéista, drámaíró, a modern lengyel költészet egyik legismertebb képviselője († 1998)
- december 19. – Michel Tournier francia író († 2016)
- december 25. – Váci Mihály költő, műfordító († 1970)

## Halálozások
- január 14. – Arne Garborg norvég író (* 1851)
- február 4. – Szabó Endre költő, író, hírlapíró, műfordító (* 1849)
- június 3. – Franz Kafka prágai német zsidó szerző, a 20. század egyik kiemelkedő írója (* 1883)
- június(?) 9. – Lehr Albert műfordító, költő, irodalomtörténész (* 1844)
- július 20. – Ludwig Ganghofer német költő, író (* 1855)
- augusztus 12. – Bródy Sándor író, drámaíró (* 1863)
- augusztus 24. – Joseph Conrad lengyel születésű angol regényíró (* 1857)
- október 12. – Anatole France Nobel-díjas francia író, kritikus (* 1844)
- december 29. – Carl Spitteler Nobel-díjas svájci költő (* 1845)